# 요나스 베리크비스트
요나스 페르 베리크비스트(스웨덴어: Jonas Pär Bergqvist, 1962년 9월 26일~)는 스웨덴의 전직 아이스하키 선수로 현역 시절 포지션은 라이트윙이었다. 스웨덴 클럽인 렉산스 IF에서 대부분의 프로 선수 경력을 보냈으며 내셔널 하키 리그(NHL)의 캘거리 플레임스 소속으로 뛰었다. 또한 스웨덴 국가대표팀의 일원으로 1994년 동계 올림픽 금메달과 1988년 동계 올림픽 동메달을 획득했으며 세계 선수권 대회에서 금메달 3개, 은메달 3개, 동메달 1개를 획득했다.